# Admiral Grigorovič
La Admiral Grigorovič, in russo Адмирал Григорович, è una fregata missilistica di classe Admiral Grigorovič in forza alla marina militare russa. Appartenente alla flotta del Mar Nero, con base a Sebastopoli, la nave è stata messa in costruzione nel dicembre 2010 presso il cantiere navale Jantar' di Kaliningrad per poi entrare in servizio l'11 marzo 2016 come prima nave della sopraccitata classe.

## Costruzione
Le fregate di classe Admiral Grigorovič sono state progettate dal Severnoye Design Bureau di San Pietroburgo come fregate del progetto 11356P e rappresentano un miglioramento rispetto alla Classe Talwar . Sono unità di superficie multiuso, ideate con lo scopo di integrare le fregate più pesanti di classe Admiral Gorshkov. La creazione della classe è associata al passaggio della Marina russa alla costruzione di una flotta più piccola di navi multiuso che sono più economiche da utilizzare e mantenere, ma non meno capaci delle navi sovietiche. Le fregate della classe furono le prime unità a trasportare missili Kalibr, che da allora si sono diffusi nella marina russa in un processo noto come kalibrizzazione.
La fregata ha una stazza di 3 620 tonnellate (3 560 long ton) a vuoto e 4 035 t (3 971 long ton) a pieno carico. La lunghezza della nave è di 124,8 metri (409,4 ft), la larghezza di 15,2 metri (49,9 ft) e il pescaggio di 4,2 metri (13,8 ft). Lo scafo e le sovrastrutture hanno firme radar, acustiche e infrarosse basse. La propulsione è fornita da un sistema COGAG a 2 alberi con due turbine a gas da crociera DS-71 che forniscono 8 450 hp (6 300 kW) e due turbine a gas DT-59, che forniscono 22 000 hp (16 000 kW), prodotte da Zorya-Mashproekt a Nikolayev. In totale sono disponibili 60 900 hp (45 400 kW). La velocità è di 30 kn (56 km/h; 35 mph). L'equipaggio previsto è di 200 marinai, inclusi 18 ufficiali e 20 marines.
La costruzione dell'Admiral Grigorovič è iniziata il 18 dicembre 2010 presso il cantiere navale Jantar' di Kaliningrad. Il varo della nave è stato effettuato il 14 marzo 2014 e la sua entrata in servizio ufficiale, con il pennant number 745, è avvenuta l'11 marzo 2016 come parte della 30ª brigata di navi di superficie della flotta del Mar Nero, di stanza a Sebastopoli.

## La nave e le sue caratteristiche
L'armamento principale della nave sono otto sili di lancio verticale UKSK per missili da crociera Kalibr o Oniks, che possono essere utilizzate contro bersagli a terra o navi. Inoltre, vi è un cannone navale A-190 Arsenal da 100 mm (3,9 pollici). Il sistema di difesa aereo è costituito da 24 silos di lancio verticale 3S90M Buk per missili 9M317M, oltre a due sistemi d'arma ravvicinati AK-630 e otto sistemi missilistici di difesa aerea dotati di missili Igla-S o Verba. L'armamento anti-sottomarino è costituito da due tubi lanciasiluri binati da 533 mm (21,0 pollici) e un lanciarazzi RBU-6000. La nave può trasportare un elicottero della serie Ka-27 o Ka-31, per questo essa è dotata di un eliporto e un hangar.
La nave è dotata di un sistema di sensori composto da radar di navigazione MR-212/201-1 Vaygach-U, radar di scoperta Fregat M2M, radar di ricerca di superficie per l'acquisizione di bersagli 3Ts-25 Garpun-B e radar per il tiro 5P -10 Puma, per i missili Kalibr e Oniks 3R14N-11356 e per i missili Buk MR-90 Orekh. La nave è inoltre equipaggiata con il sistema sonar MGK-335EM-03 e con il sonar sottomarino Vinyetka-EM, mentre i dispositivi per guerra elettronica sono costituiti dal sistema di soppressione elettronico TK-25-5 e da quattro decoy KT-216.

## Impiego operativo
Nel novembre 2016, l'Admiral Grigorovič è stato inviato nel Mar Mediterraneo e posizionato al largo della costa siriana come parte della campagna russa nella guerra civile siriana. Nel corso della campagna militare russa in Siria, l'Admiral Grigorovič ha partecipato a un'operazione su larga scala per colpire obiettivi in Siria lanciando missili da crociera Kalibr, colpendo obiettivi nelle aree di Idlib e Homs.
Il 25 agosto 2018, la Flotta del Mar Nero ha annunciato che l'Admiral Grigorovič, insieme alla nave gemella Admiral Essen, stava effettuando un "passaggio pianificato da Sebastopoli al Mar Mediterraneo" per unirsi alla task force mediterranea della marina russa.
Tra gennaio e marzo 2019 la nave era in bacino di carenaggio a Sebastopoli per la manutenzione programmata.
Nel maggio 2020, l'Admiral Grigorovič e il rimorchiatore Nikolay Muru sono stati schierati nell'Oceano Indiano. È tornata a Sebastopoli il 26 giugno 2020. Il 24 dicembre 2020 la nave è entrata nel Mar Mediterraneo e l'11 febbraio 2021 è arrivato a Karachi, in Pakistan, per esercitazioni, insieme al pattugliatore Dmitry Rogachev e al rimorchiatore SB-739. Le esercitazioni si sono svolte tra il 15 e il 16 febbraio 2021. I partecipanti si sono concentrati sulla cooperazione per respingere gli attacchi di piccoli bersagli veloci eseguendo manovre congiunte, nonché sull'esecuzione di misure congiunte contro la pirateria, le operazioni di ricerca e il fuoco dell'artiglieria. 
Il 28 febbraio, l'Admiral Grigorovič ha fatto scalo a Porto Sudan. La visita è avvenuta mesi dopo un accordo Russia-Sudan per la creazione di una base navale della marina russa a Porto Sudan ed è stata la prima visita di una nave da guerra russa in Sudan nella storia moderna. Alla fine di marzo, l'Admiral Grigorovič ha seguito la rotta della portaerei statunitense USS Dwight D. Eisenhower a sud-ovest di Creta, prendendo il posto dalla fregata Admiral Kasatonov.
All'inizio del 2022, la fregata è stata dispiegata nel Mediterraneo come parte di una concentrazione di forze navali russe durante l'Invasione russa dell'Ucraina del 2022.